# Hol-Tan Company
Hol-Tan Company war ein US-amerikanischer Hersteller von Automobilen.

## Unternehmensgeschichte
E. R. Hollander sowie C. H. und G. P. Tangeman arbeiteten seit 1902 zusammen. Sie importierten Fahrzeuge von Fiat in die USA. Erst im Januar 1906 gründeten sie offiziell die Hol-Tan Company als Autohaus. Der Sitz war in New York City. Im November 1907 kündigte Fiat S.p.A. das Abkommen. Hintergrund war die bevorstehende Gründung der Fiat Automobile Company.
Hol-Tan kündigte daraufhin an, nur noch Fahrzeuge aus amerikanischer Produktion anzubieten. Fahrzeuge der Shawmut Motor Company sind überliefert. Außerdem entstanden 1908 einige Automobile mit dem eigenen Markennamen Hol-Tan. Ab 1909 wurden Fahrzeuge von Delaunay-Belleville und Lancia vertrieben und ab 1911 von der S. G. V. Company.
Es ist nicht bekannt, wann das Unternehmen aufgelöst wurde.

## Fahrzeuge
Die Fahrgestelle kamen von Moon. Sie hatten einen Vierzylindermotor mit 25 PS Leistung. Der Radstand betrug je nach Ausführung 279 cm oder 307 cm. Die Karosseriehersteller Demarest, Locke und Quinby fertigten einige Karosserien. Tourenwagen und Roadster standen zur Wahl. Der Neupreis von 3000 US-Dollar wird als hoch bezeichnet.

## Modellübersicht
| Jahr | Modell | Zylinder | Leistung (PS) | Radstand (cm) | Aufbau                |
| ---- | ------ | -------- | ------------- | ------------- | --------------------- |
| 1908 | Four   | 4        | 25            | 279           | Tourenwagen, Roadster |
| 1908 | Four   | 4        | 25            | 307           | Tourenwagen, Roadster |